# Johann Wolfgang Freymann
Johann Wolfgang Freymann (auch: Freymonius von Hohen-Randeck) (* 13. März 1546 in Ingolstadt; † 10. November 1610 im Schloss Randeck) war Jurist, Regimentsrat und Reichsvizekanzler.
Johann Wolfgang wurde als Sohn von Rochus Freymann, bayerischer Hofprokurator und Propst von Berchtesgaden, und seiner Mutter aus einer Ingolstädter Ratsfamilie geboren. 1551 besuchte er die Poetenschule in München bei Hieronymus Ziegler, Johann Walter und Georg Agricola. 1558 studierte er in Ingolstadt, 1561 in Freiburg und wurde 1571 zum Dr. iur. promoviert. 1573 arbeitete er am Reichskammergericht Speyer und 1575 als Regimentsrat in Burghausen.
Er heiratete 1575 Anna Geißhofer, die Tochter eines Münchener Stadtrats, mit der er sechs Kinder hatte. Nachdem er 1581 nach München wurde er Referendar des Kaiserlichen Hofrats. Im Jahr 1583 zog er nach Wien. Nach dem Tod seiner Frau 1584 heiratete er 1587 Veronika Lerchenfeld in Regensburg. Er erwarb 1586 Schloss Mühlfeld am Ammersee. Von 1594 bis 1597 war Freymann Reichsvizekanzler und wurde für seine Dienste 1596 mit Randeck-Neuessing belehnt.